# Tomáš Čížek
Tomáš Čížek (ur. 27 listopada 1978 w Děčínie) – czeski piłkarz grający na pozycji prawego pomocnika.

## Życiorys
Čížek jest wychowankiem Pelikána Děčín, wywodzącego się z jego rodzinnego miasta Děčín. Następnie trenował w FK Teplice i ponownie w Pelikánie. W 1997 roku trafił do FK Jablonec 97, w barwach którego zadebiutował w pierwszej lidze czeskiej. W pierwszych dwóch sezonach był rezerwowym w tym klubie, a w pierwszym składzie zaczął występować w sezonie 1999/2000. W Jabloncu spędził 4,5 sezonu, a największy sukces to zajęcie 9. miejsca w sezonie 2001/2002. Na początku 2002 roku Tomáš zmienił barwy klubowe i za 11,5 miliona czeskich koron przeszedł do stołecznej Sparty. Wobec dużej konkurencji w składzie nie zdołał wywalczyć miejsca w wyjściowej jedenastce i pod koniec 2002 roku występował w drugoligowych rezerwach.
Na początku 2003 roku Čížek trafił do rosyjskiego Rubinu Kazań. W Premier Lidze zadebiutował 16 marca w przegranym 0:4 wyjazdowym spotkaniu z CSKA Moskwa. W Rubinie grał w wyjściowym składzie, a swojego pierwszego gola w Rosji zdobył w czerwcowym meczu z FK Rostów (5:0). W 2003 roku zajął z Rubinem wysoką 3. pozycję w lidze, dzięki czemu w 2004 roku wystąpił w Pucharze UEFA. W klubie z Kazania spędził także rok 2005 zajmując 4. lokatę w Premier Lidze. W 2006 roku za pół miliona euro przeniósł się do FK Moskwa i na koniec sezonu zajął z nią 6. miejsce w ekstraklasie.